# Pascual Izquierdo
Pascual Izquierdo Abad (Sotillo de la Ribera, Burgos, 1951) es un escritor español contemporáneo que cultiva diversos géneros: poesía, crítica literaria, literatura de viajes y literatura infantil y juvenil.

## Biografía
Pascual Izquierdo ha publicado más de 25 obras a lo largo de 50 años y algunos de sus trabajos han superado las 30 ediciones.
En poesía, ha publicado diez libros. El primero, La exactitud de las catedrales, vio la luz editorial en 1974; y el último, Historia de este instante, apareció en 2019.
Ha preparado diversas ediciones de autores españoles del siglo XIX (Bécquer, Clarín y Galdós), destacando la edición crítica de las Leyendas de Bécquer publicada en Cátedra.
Dentro de la literatura de viajes ha publicado más de 15 obras especialmente cubriendo Castilla para la editorial Anaya. 
Ha colaborado en periódicos (Diario de Burgos, El Norte de Castilla, La Razón, El Mundo) y revistas literarias (Artesa, Cuadernos del Matemático, República de las Letras ), así como participado en numerosos congresos y veladas culturales de universidades españolas.

## Obra
Poesía
- La exactitud de las catedrales, Colección “Artesa”, Burgos, 1974.
- Retrospección y apocalipsis en la tierra castellana, Editorial Ámbito Literario, Barcelona, 1980.
- Cisne y telaraña, Editorial Orígenes, Madrid, 1985.
- En este fin de siglo, Colección “Devenir”, Madrid, 1990.
- Versos de luna y polen, Colección “Devenir”, Madrid, 1992.
- Pasillo para aguas, aves y vientos, Ediciones Libertarias/Prodhufi, Madrid,1993.
- Del otoño tardío, Cátedra, Madrid, 2005.
- Alba y ocaso de la luz y los pétalos, Diputación Provincial de Cáceres, Cáceres, 2014.
- Figuras de retablo, Eirene Editorial, Madrid, 2016.
- Historia de este instante, Ars Poética, Oviedo, 2019.

Literatura de viaje
- Guía de la Ribera del Duero, Consejo Regulador de la Denominación de Origen Ribera del Duero, Roa, 1996.
- Prosas profanas del Camino de Santiago, Ediciones Libertarias, Madrid, 1999.
- Valladolid, Burgos, Toledo, Ávila, Palencia, Cáceres, Huelva, Zaragoza, Valencia, Editorial Anaya, Madrid, 1994-2011 primera edición, actualmente 6.ª edición.
- Viaje por tierras de Castilla (y Cantabria), Oportet Editores, Madrid, 2021.
- Viaje por el Canal de Castilla, Editorial Difácil, Valladolid, 2023.

Ediciones críticas
- Leyendas, de Gustavo Adolfo Bécquer, Cátedra (Col. Letras Hispánicas), Madrid, 1986. En 2023 se ha alcanzado la 36ª edición.
- Narraciones, de Gustavo Adolfo Bécquer, Cátedra (Col. Letras Hispánicas), Madrid, 2007.

Literatura infantil y juvenil
- Historia de un cajero automático que sabía frases de amor, Anaya-BBVA, Madrid, 1997.

## Premios
- Premio de Poesía “Ciudad de Burgos” (1974)
- Premio de Poesía “Flor de Jara” (2013)[13]